# Musaed Neda
Musaed Neda (arabul: مساعد ندا; Kuvaitváros, 1983. július 8. –) kuvaiti labdarúgó, kölcsönben a szaúd-arábiai Al-Orobah hátvédje.
Első góljait közvetlen szabadrúgásból a Kuwait Club elleni utolsó meccsen szerezte. Három találatával nyertek 3–0-ra. Az Umm-Salal Sports Club elleni Öböl-kupa-meccsen is 3 gólt lőtt, kettőt szabadrúgásból, egyet büntetőből.

## Klubcsapatokban
2001 óta hazájában az Al Qadisiya tagja. Először 2004-ben került kölcsönbe, a katari Al-Wakrába került. 2006-ban a szaúd-arábiai en-Naszr vette kölcsön. 2010-ben a szintén szaúdi Al-Shababba került. 2014 óta az Al-Orobah tagja.